# Luis Fernández-Galiano
Luis Fernández-Galiano Ruiz (Calatayud, 1950) es un arquitecto español, catedrático de Proyectos en la Escuela Técnica Superior de Arquitectura de Madrid (ETSAM) y director de la revista Arquitectura Viva.

## Biografía
Hijo del naturalista Dimas Fernández-Galiano Fernández y nieto del zoólogo e histólogo Emilio Fernández Galiano, Luis estudió arquitectura en la Universidad Politécnica de Madrid, donde posteriormente se doctoraría con una tesis titulada Termodinámica y construcción, leída en 1983 y dirigida por Antonio Vázquez de Castro. La misma se centraba en la relación entre termodinámica y arquitectura haciendo especial hincapié en el análisis crítico e histórico e incidiendo en la funcionalidad de la energía en la arquitectura. El estudio se acompañaba por un vertido de datos econométricos que reflejaban el empleo de energía en la construcción.
Desde sus comienzos profesionales, el ejercicio de la arquitectura se desarrolló en paralelo de la práctica docente, asociada a la escuela de arquitectura en la que se había formado y de la que acabaría siendo catedrático.
Entre 1974 y 1982 formó parte del equipo redactor de la revista CAU, construcción, arquitectura y urbanismo, editada por el Colegio de Aparejadores y Arquitectos Tècnicos de Cataluña y Baleares. En 1985 dio comienzo a la edición de la revista AV, de la que luego surgirían sus hermanas Arquitectura Viva y AV Proyectos, lo que le ha llevado a relacionarse con arquitectos como Norman Foster, Herzog & de Meuron, Álvaro Siza y muchos otros. En estas revistas, que sigue dirigiendo en la actualidad, escribe el editorial, demostrando unas grandes dotes críticas que le han otorgado un reconocido prestigio. Asimismo, fue director de la sección de arquitectura en el diario El País entre 1993 y 2006. Los artículos que escribió en aquellos años fueron publicados en forma de libro en el año 2018 bajo el título Años alejandrinos.
En el plano docente, ha sido crítico visitante en Harvard, Princeton y en el Instituto Berlage; ha ocupado la cátedra Cullinan Professor en la Universidad de Rice, Franke Fellow en la Universidad de Yale. Asimismo, ha sido visiting scholar del Getty Center de Los Ángeles y crítico visitante en Harvard y Princeton. Ha dirigido cursos de las universidades Menéndez Pelayo y Complutense y también de los congresos internacionales de arquitectura ‘Más por menos’ (2010) y ‘Lo común’ (2012).
Como crítico, ha presidido el jurado en la IX Bienal de Arquitectura de Venecia y la XV Bienal de Arquitectura de Chile. Ha actuado en calidad de jurado en el premio europeo Mies van der Rohe y de numerosos concursos internacionales en Europa, América y Asia, incluyendo los de la Biblioteca Nacional de México, el Museo Nacional de Arte de China y la Biblioteca Nacional de Israel, en este último caso como presidente.
Es miembro de número de la Real Academia de Bellas Artes de San Fernando y de la Real Academia de Doctores e International Fellow del RIBA. 
Ha comisariado las exposiciones El espacio privado, Eurasia Extrema (en Tokio y en Madrid), Bucky Fuller & Spaceship Earth y Jean Prouvé: belleza fabricada (estas dos últimas con Norman Foster), así como de Spain mon amour (en la 13.ª Bienal de Arquitectura de Venecia y en Madrid) y The Architect is Present.

## Publicaciones
- El edificio de oficinas: análisis y criterios de diseño, Myr, 1977 ISBN 84-7363-002-5
- La quimera moderna: los poblados dirigidos de Madrid en la arquitectura moderna de los 50, Hermann Blume, 1989 ISBN 84-7843-001-6
- El fuego y la memoria: sobre arquitectura y energía, Alianza, 1991 ISBN 84-206-7110-X
- Atlas: arquitectura global circa 2000, Fundación BBVA, 2007 ISBN 978-84-96515-51-2
- Años alejandrinos: a chronicle of architecture, 2018 ISBN 978-84-09-06319-2